# Saropogon londti
Saropogon londti är en tvåvingeart som beskrevs av Parui 1999. Saropogon londti ingår i släktet Saropogon och familjen rovflugor.
Artens utbredningsområde är Kerala (Indien). Inga underarter finns listade i Catalogue of Life.